# Dominique Robinson
Dominique Robinson (Canton, 2 luglio 1998) è un giocatore di football americano statunitense che milita nel ruolo di defensive end per i Chicago Bears della National Football League (NFL).

## Carriera

### Chicago Bears
Al college Robinson giocò a football a Miami (Ohio). Fu scelto nel corso del quinto giro (174º assoluto) nel Draft NFL 2022 dai Chicago Bears. Debuttò nella NFL l'11 settembre 2022 nella vittoria per 19-10 del primo turn sui San Francisco 49ers, in cui fece registrare 1,5 sack, il massimo per un rookie dei Bears alla sua prima partita dal 1987. Furono tuttavia gli unici della sua prima stagione, chiusa con 30 tackle e 2 passaggi deviati in 17 presenze, di cui 7 come titolare.